# Heinz Baum
Heinz Baum (5 de Novembro de 1912 - ) foi um comandante de U-Boot que serviu na Kriegsmarine durante a Segunda Guerra Mundial.

## Carreira

### Patentes
| Steuermann (R)           | 1 de fevereiro de 1942 |
| Obersteuermann (R)       | 1 de março de 1942     |
| Leutnant zur See (R)     | 1 de maio de 1942      |
| Oberleutnant zur See (R) | 1 de fevereiro de 1944 |

### Condecorações
| Cruz de Ferro 2ª Classe | 29 Jul 1940         |
| Minesweeper War Badge   | 1941                |
| Cruz de Ferro 2ª Classe | 10 de março de 1943 |